# Albert Olzscha
Albert Olzscha (* 4. Februar 1872 in Pausa (Vogtland); † nach 1938) war ein deutscher Bauingenieur und sächsischer Baubeamter, zuletzt im Rang eines Oberregierungsbaurats.

## Leben und Werk
Olzscha wurde 1872 in Pausa im Vogtland geboren. Nach dem Schulbesuch studierte er an der Technischen Hochschule Dresden. Nach dem ersten Staatsexamen begann er 1897 als Regierungsbauführer (Baureferendar) den Vorbereitungsdienst in der Straßen- und Wasserbauverwaltung des Königreichs Sachsen. Dabei war er u. a. in der Stadt Schwarzenberg/Erzgeb. tätig, als er 1902 nach dem bestandenen zweiten Staatsexamen zum Regierungsbaumeister (Assessor in der öffentlichen Bauverwaltung) ernannt wurde. 1913 wurde er Vorstand des staatlichen Straßen- und Wasserbauamts Zwickau und blieb 24 Jahre lang bis zu seinem Eintritt in den Ruhestand am 31. Mai 1937 in dieser Stellung. Er rückte er zunächst zum (königlich sächsischen) Baurat auf, zuletzt arbeitete er im Rang eines Oberregierungsbaurats.
Albert Olzscha war Mitglied im Sächsischen Ingenieur- und Architekten-Verein. 1929 gehörte er dem Preisgericht eines reichsdeutschen Architekturwettbewerbs an.
Eine Vielzahl von großen Bauten ist unter seiner Leitung im sächsischen Erzgebirge und dessen Vorland entstanden. Dazu gehören die Entlastungsstraße in Lößnitz, der Ausbau der Muldentalstraße von Bockau nach Blauenthal, der Brückenbau in Silberstraße und der Straßenbau in Affalter. Zu den Wasserbauten, die unter seiner Leitung vollendet wurden, zählen die große Schwarzwasserregelung am Floßanger in Schwarzenberg und die Regelung und Eindeichung der Zwickauer Mulde auf rund 30 Kilometer Länge unterhalb von Zwickau.
Sein Amtsnachfolger wurde der bisherige Vorstand des Straßen- und Wasserbauamts Annaberg, Oberregierungsbaurat Dr.-Ing. Schober.

## Auszeichnungen
- 1916: Ritterkreuz I. Klasse des königlich sächsischen Albrechts-Ordens (für seine Verdienste um das staatliche Bauwesen)[4]